# 天井嘗

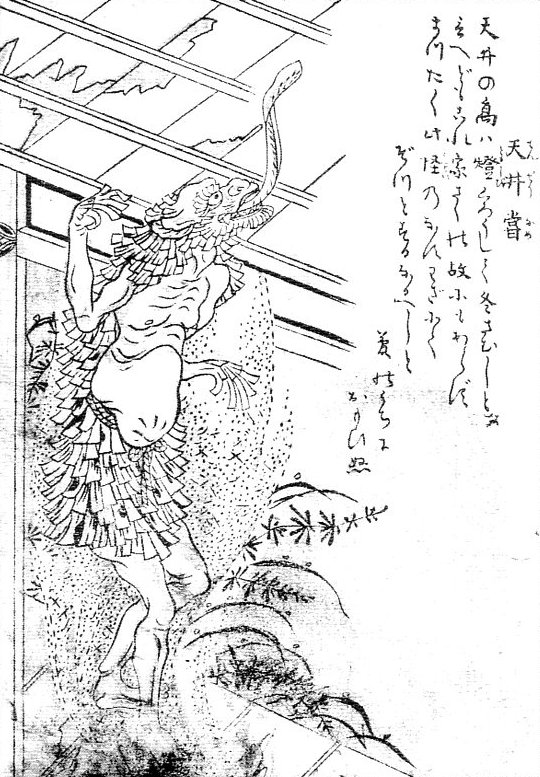
鳥山石燕『百器徒然袋』より「天井嘗」

水木しげるロードに設置されている「天井なめ」のブロンズ像。

天井嘗（てんじょうなめ）は、鳥山石燕の妖怪画集『百器徒然袋』にある日本の妖怪である。

## 概要
長い舌で天井をなめる姿で描かれている。『百器徒然袋』は『徒然草』の文を多く題材としており、この妖怪にも『徒然草』第五十五段にある「天井の高きは冬寒く燈（ともしび）暗し」という文が石燕による解説文中に引用されている。石燕は「冬寒く燈暗し」という状況は天井嘗が発生させているとしている。
『百鬼徒然袋』の他の妖怪と同様に、そのデザインは室町時代の『百鬼夜行絵巻』にある妖怪をモデルとして描かれており、顔を仰向けて舌を出した妖怪がそれにあたるものであると考えられている。同じの妖怪は江戸時代の妖怪を描いた絵巻物では『百鬼夜行絵巻』（松井文庫 所蔵）などで「いそがし」の名でも描かれている。
天井にまつわる怪談も多いことから、妖怪研究家の村上健司は、石燕がそのような伝承をもとに天井嘗を創作したと述べている。

## 昭和・平成以降
昭和・平成の妖怪関連の書籍では、長い舌をつかってほこりの集った天井をなめる妖怪であり、天井の板などに発生する「しみ」はこのなめ跡であると解説されている。天井以外にも柱や壁もなめるとも、天井嘗によってつけられたしみは、ときには化け物や恐ろしい表情の人間の顔に見えるため、寝床でそれを見上げている人は恐怖に駆られ、ついには発狂して死んだ者もいた述べられていることもある。
民俗学者・藤澤衛彦は著書のなかで「古屋敷・古堂の天井にしみあるは此怪物の甞（な）めし跡」と紹介しており、
山田野理夫の解説には、館林藩（現・群馬県館林市）の武士が天井嘗を捕まえ、館林城の天井のクモの巣や汚れをなめとらせ大掃除をさせたという話が記されている。これらの解説が、昭和・平成以降の書籍に記されているが、実際には天井嘗は石燕の創作物と考えられているため、館林城の話は少なくとも石燕の『百鬼徒然袋』刊行後に発生したものであろうと指摘されている。